# 大阪府立岸和田支援学校
大阪府立岸和田支援学校（おおさかふりつ きしわだしえんがっこう）は、大阪府岸和田市土生町五丁目にある特別支援学校。

## 概要
1979年に開校した。小学部・中学部・高等部を設置し、主に泉南地域（一部泉北地域も）在住の肢体不自由のある児童・生徒を主な支援教育対象としている。また通学が困難な児童・生徒を対象とした訪問支援教育も実施している。
近隣にある岸和田市立旭小学校・岸和田市立太田小学校・岸和田市立岸城中学校・岸和田市立土生中学校・大阪府立和泉高等学校・大阪府立久米田高等学校と定期的に交流の取り組みを実施している。

## 沿革
- 1979年4月1日 - 大阪府立岸和田養護学校として、現在地に開校。
- 2008年4月1日 - 大阪府立岸和田支援学校へ校名変更。

## 通学区域
- 岸和田市
- 貝塚市
- 泉佐野市
- 泉南市
- 阪南市
- 熊取町
- 田尻町
- 岬町

以下は大阪府立堺支援学校との調整区域 
- 高石市
- 泉大津市
- 忠岡町

## 交通
- 阪和線 東岸和田駅 南西へ約500m。